# Lobopoder
Lobopoder (Lobopodia) är en utdöd grupp av havslevande djur som levde mellan kambrium och ordovicium. De hade många egenskaper som idag finns hos klomaskar (Onychophora) och vissa zoologer betraktar lobopoder som klomaskarnas direkta föregångare. Tillsammans med dessa samt leddjur och björndjur utgör lobopoderna kladen panarthropoda.

## Kännetecken
De äldsta kända fossilen av hela individer daterades till äldre kambrium. De hade en långsträckt kropp liksom maskar som var utrustad med många bihang som troligen brukades för rörelsen, lobopoder var alltså de första djuren med extremiteter. I motsats till dagens klomaskar fanns vid varje extremitet flera klor. Antalet bihang vid huvudet är inte likadant hos alla kända släkten. Det är inte utrett om dessa antenner hade samma funktion som antennerna hos dagens klomaskar.
På lobopodernas rygg och huvud fanns många pansarplattor (Scleriter) och hos många arter slutade plattorna i långa spetsiga taggar.

## Levnadssätt
Det antas att alla lobopoder levde i grunda laguner. Alla fossil hittades i områden som under kambrium och ordovicium var belägen i tropiska och tempererade regioner. Dessa områden, till exempel Skandinavien, Nordamerika och Kina, ligger idag på grund av kontinentaldriften i kallare regioner. Födan utgjordes troligen av svampdjur och sjögurkor, lobopoderna var på så sätt köttätare. Vissa fossil tyder på att lobopoder hade en hudväxling liksom dagens klomaskar.

## Lobopoder och plattektonik
Antalet fossil av lobopoder är så stort att de kan användas för rekonstruktionen av kontinenternas drift under de nämnda ekologiska epokerna. Under senare delen av ordovicium minskade antalet betydlig och under silur dog lobopoderna (som de beskrivs i artikeln) ut. En del zoologer som den amerikanska paleontologen Stephen Jay Gould talar därför om ett massutdöende efter kambrium. Andra zoologer menar att lobopoderna utvecklades till dagens klomaskar.